# Dorfkirche Pißdorf

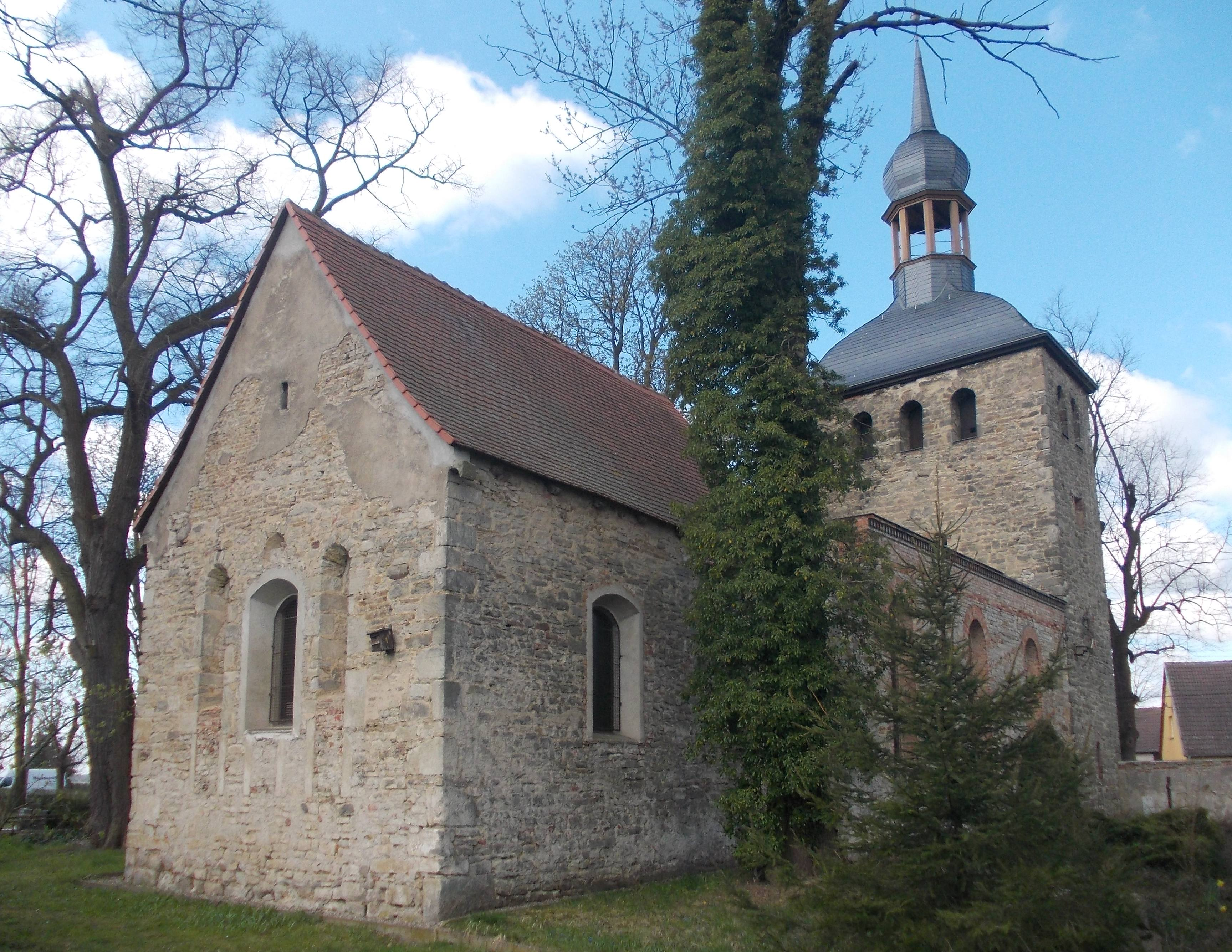
Dorfkirche Pißdorf

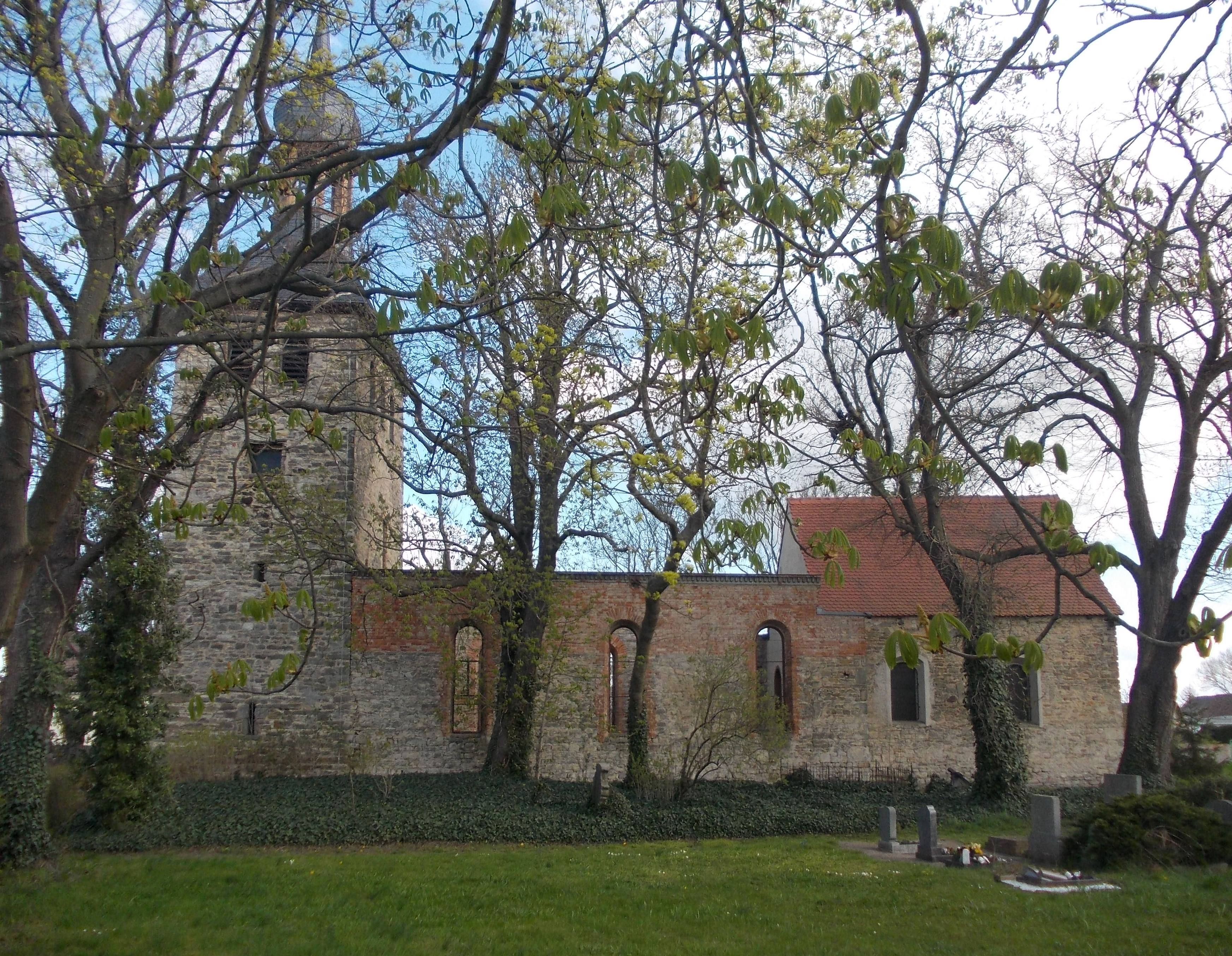
Dorfkirche Pißdorf

Die Dorfkirche von Pißdorf ist die evangelische Kirche von Pißdorf in der Einheitsgemeinde Osternienburger Land im Landkreis Anhalt-Bitterfeld in Sachsen-Anhalt. Der Sakralbau steht unter Denkmalschutz und ist im Denkmalverzeichnis mit der Erfassungsnummer 094 70851 als Baudenkmal eingetragen. Die Kirche gehört zum Pfarramt Osternienburg im Kirchenkreis Köthen der Evangelischen Landeskirche Anhalts.

## Lage
An einer Gabelung der Straße von Köthen (Anhalt) nach Aken (Elbe) einerseits und Osternienburg andererseits. Durch ihren Standort ist sie der Point de vue dieser Straßen. Direkt neben der Kirche befindet sich der Friedhof sowie auf einem abgesonderten Platz das Völkerschlachtdenkmal. Zudem ist an der Kirche eine Gedenktafel für die Gefallenen des Ersten Weltkrieges angebracht.

## Patrozinium
Das Patrozinium der Kirche ist nicht völlig gesichert. Vermutet wird, dass es sich anfangs um eine St.-Rochus-Kapelle gehandelt hat, die als Wallfahrtskapelle diente. Dafür spricht, dass der Turm nicht im kompletten Verbund mit der Kirche steht und vermutlich etwas älter ist als Schiff und Chor sowie der Standort an der Weggabelung am südlichen Ortsrand. Schon Heinrich Lindner (1833) vermutete, dass Teile der Kirche besonders alt seien. Zum Patrozinium äußert sich aber keiner der Autoren.

## Geschichte und Gestalt
Pißdorf, dessen Name vermutlich auf das Wort Bischof zurückgeht, scheint eine für die lange slawisch besiedelte Gegend (Gau Serimunt) relativ frühe Kirchengründung gewesen zu sein. Im Jahr 1342 wir ein Pfarrer von Bistorp erwähnt. Das Patronat hatte bis zum Jahr 1344 der Bischof von Brandenburg inne, der daher als Kirchengründer in Frage kommt. In seiner heutigen Gestalt ist das Gotteshaus keinem bestimmten Stil mehr zuzuordnen. Der romanische Westquerturm wird in das frühe 13. Jahrhundert datiert, seine Fertigstellung in die Mitte des 13. Jahrhunderts. Einzelne Werksteine weisen Ornamentik und Kreuze auf. Größere Umbauten lassen sich in den Jahren 1775, 1791, 1836, 1871/1872 und 1910 nachweisen. Dabei wurden unter anderem die romanischen Schlitzfenster im Erdgeschoss des Turmes vergrößert.
Beim Umbau in den Jahren 1871 und 1872, der einem Blitzeinschlag in den Turm folgte, erhöhte man die Schiffswände, behielt aber die Korbbogenfenster des späten 18. Jahrhunderts bei. Aus gotischer Zeit stammt ein im Jahr 1836 vermauerter Eingang mit Spitzbogen an der Nordseites des Chors. Im Jahr 1836 wurde auch die Vorhalle abgerissen. Vermutlich stammt dieser Chor ebenfalls aus dem 13. Jahrhundert, denn in der Ostwand des Chors haben sich drei frühgotische Lanzettfenster erhalten, von denen aber das mittlere durch den Umbau in der Barockzeit verändert wurde. Auch an der Nord- und Südseite des Chors befinden sich eingefügte barocke Fensteröffnungen.
Im Jahr 1972 kam es bei einem Umbauversuch zur Tragödie: da die Baufirma es für nicht möglich hielt, eine Säule im Turm auszuwechseln, riss sie die gesamte Kirchturmhaube ab, beschädigte dabei das Kirchdach und dieses stürzte kurz darauf ebenfalls ein. Auf den Kirchturm setzte man als Ersatz lediglich ein flaches Asbestdach, wodurch er seine prägende Wirkung verlor. Das Schiff beließ man ganz ohne Dach. Um den Chor als Feierhalle des Friedhofs nutzen zu können, wurde er im Jahr 1987 abgemauert. Ab dem Jahr 1990 begann man mit Sicherungsmaßnahmen. Im Jahr 1995 wurde der Chor endgültig wieder kirchlich nutzbar gemacht.
Im Jahr 2005 wurde der Bauverein Kirche zu Pißdorf gegründet. Dieser veröffentlichte regelmäßige Informationsblätter und sammelte mit einer Sonderbriefmarke, Weinverkauf und anderen Aktionen Gelder, mit denen der Turm seine Haube wieder erhalten sollte. Dieses Vorhaben, zu dem auch der Landkreis Anhalt-Bitterfeld und die Stiftung KiBa Geld beisteuerte, konnte im Jahr 2011 umgesetzt werden. Seitdem krönte den 15 Meter hohen Turm wieder seine 20 Meter hohe Haube. Richtfest war am 2. Dezember 2011. Das Gerüst wurde im Februar 2012 abgenommen. Die neue Turmfahne erhielt die Jahreszahlen, der vorherigen Dachfahne (1871 und 1910) sowie das Jahr 2011 und den springenden Hund, das Wahrzeichen von Pißdorf. Im Jahr 2015 wurde die Turmuhr wieder instand gesetzt, die 1979 verkauft worden war und nun zurückkehrte.

## Ausstattung
Die Kirche war innen flach gedeckt und besaß eine Hufeisenempore. Im Jahr 1933 erfolgte eine Ausmalung durch Degenkolbe (Halle). Der Großteil der Ausstattung (darunter auch die Orgel, die Holzkanzel und die Empore) ist verloren gegangen. Sie stammte aus den 1870er Jahren. Im Turm befinden sich drei Glocken, von denen eine inschriftlich aus dem Jahr 1928 stammt und eine zweite in die Zeit um das Jahr 1340 datiert werden kann. Die große Glocke stammt aus dem Jahr 1440 und misst 1,20 × 1,25 Meter.
Der Köthener Kunstmaler Steffen Rogge schenkte der Kirche den Bilderzyklus Hoffnung auch in dunkler Zeit – die radioaktive Gefahr.